# バライチゴ
バライチゴ（薔薇苺、学名：Rubus illecebrosus Focke）は、バラ科キイチゴ属に分類される落葉低木の1種。別名が「ミヤマイチゴ」。和名は、茎葉に鋭い棘が多いことやバラの花のようなイチゴであることに由来する。

## 特徴
草状に見える。地下茎は長くのび、新苗を出し繁殖する。茎は直立し、高さ20-45 cmで、カギ状の棘がまばらにある。葉は奇数羽状複葉、小葉は2-3対あり、長さ3-8 cmの披針形で先は尖り、縁には重鋸歯があり、質は薄い。側脈が平行に多数並び、葉裏はほぼ無毛で、葉軸は無毛で、鎌形の棘がある。長い花柄の先に下向きに直径約4 cmの白い花を散房状に付ける。花弁は5個、萼片は先が尾状にのび、縁と内側に短く白い毛が密生する。花期は6-7月。果実は集合果の核果で、長さ約1.5 cmの広楕円形で秋に赤く熟し、食べられる。

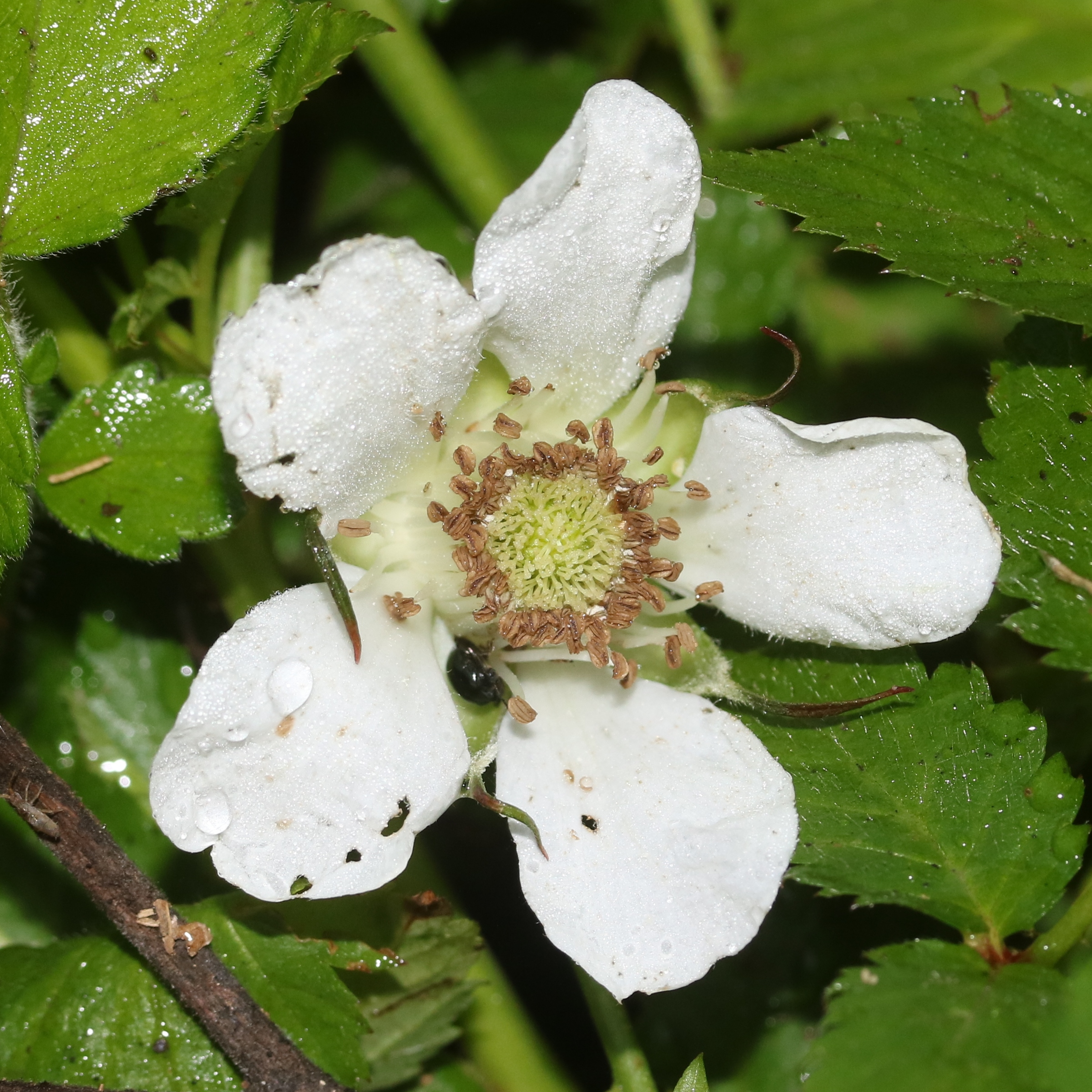
花弁が5個の白い花をつける
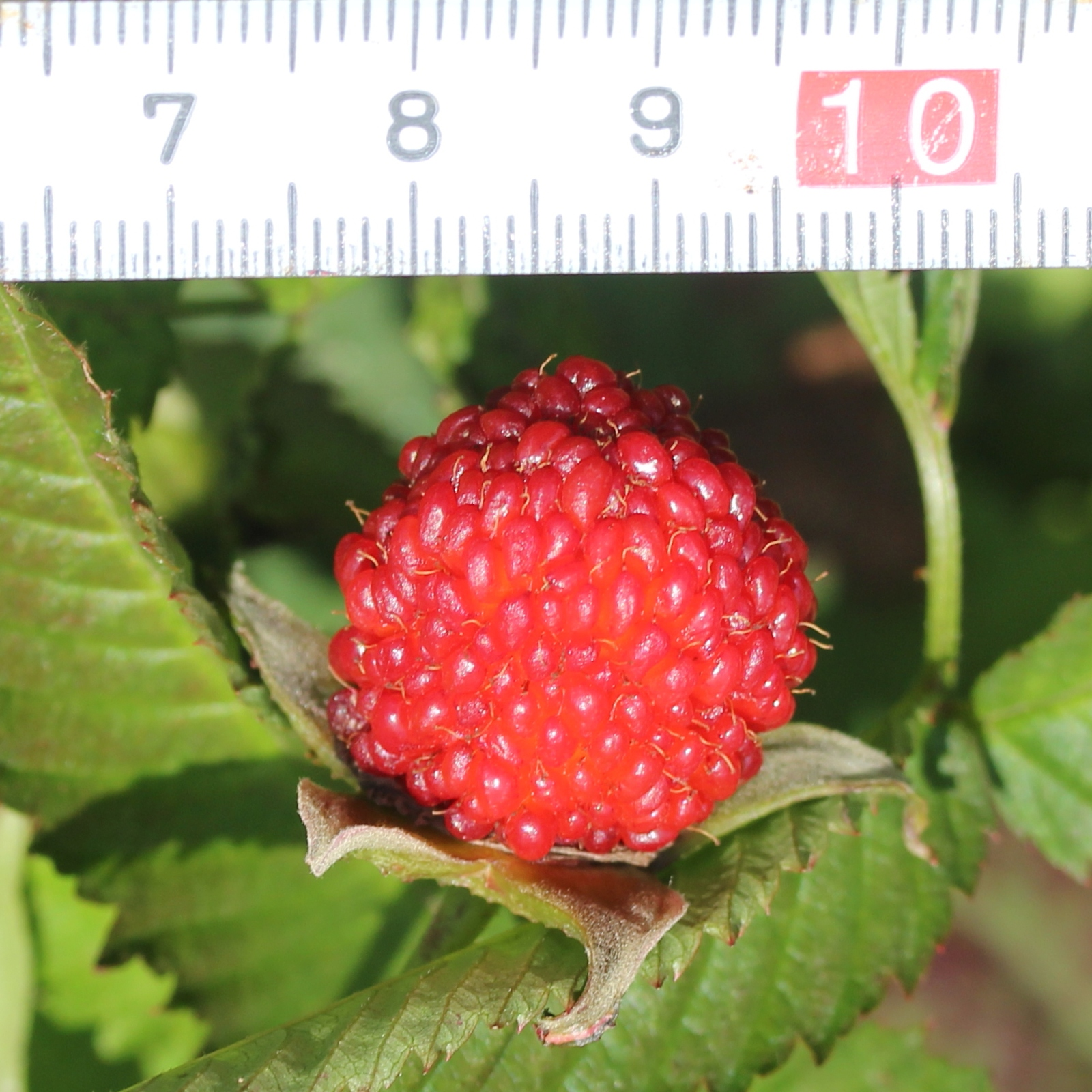
広楕円形の集合果の核果 （スケールの1目盛はmm）
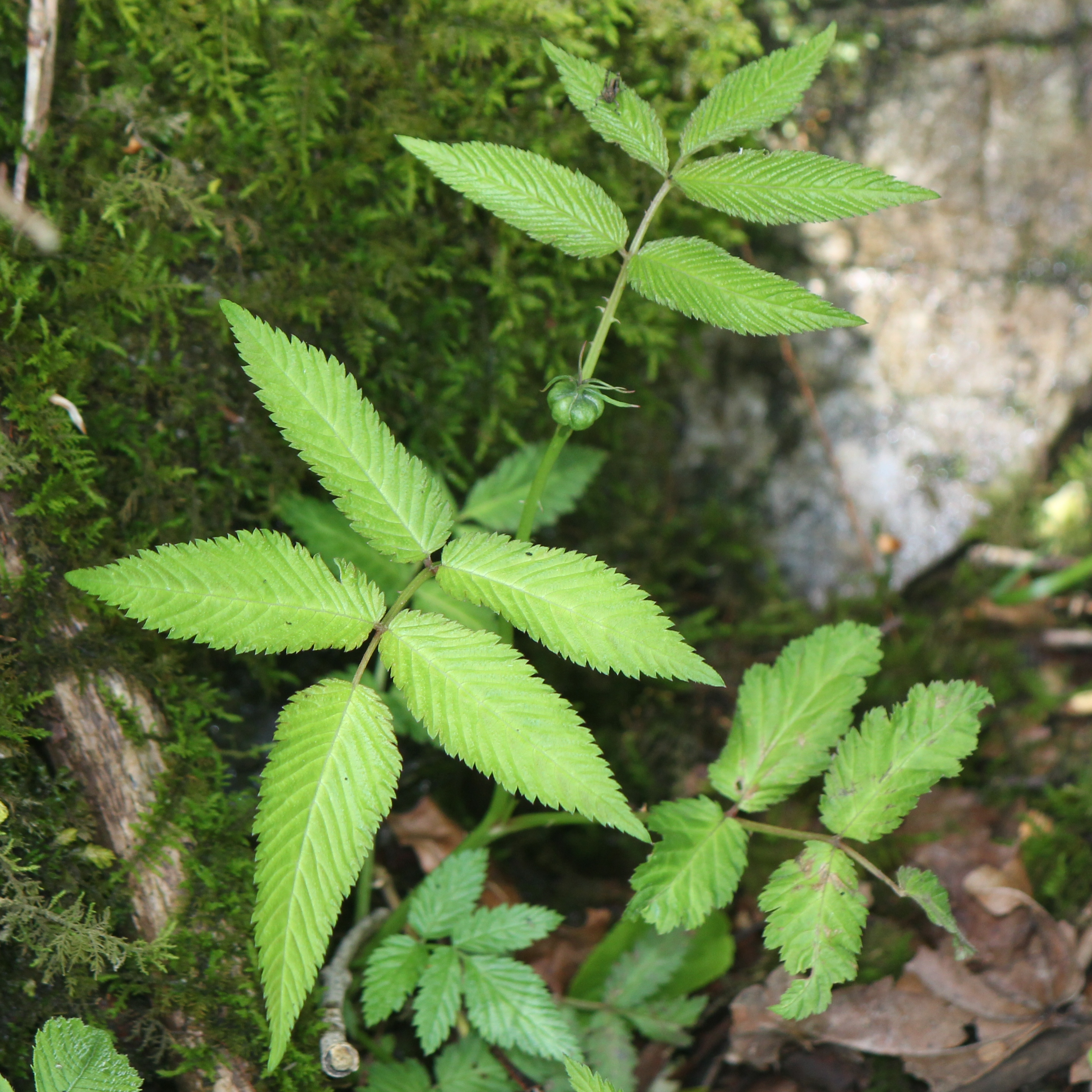
葉は奇数羽状複葉、小葉は披針形で、縁には重鋸歯がある

## 分布と生育環境

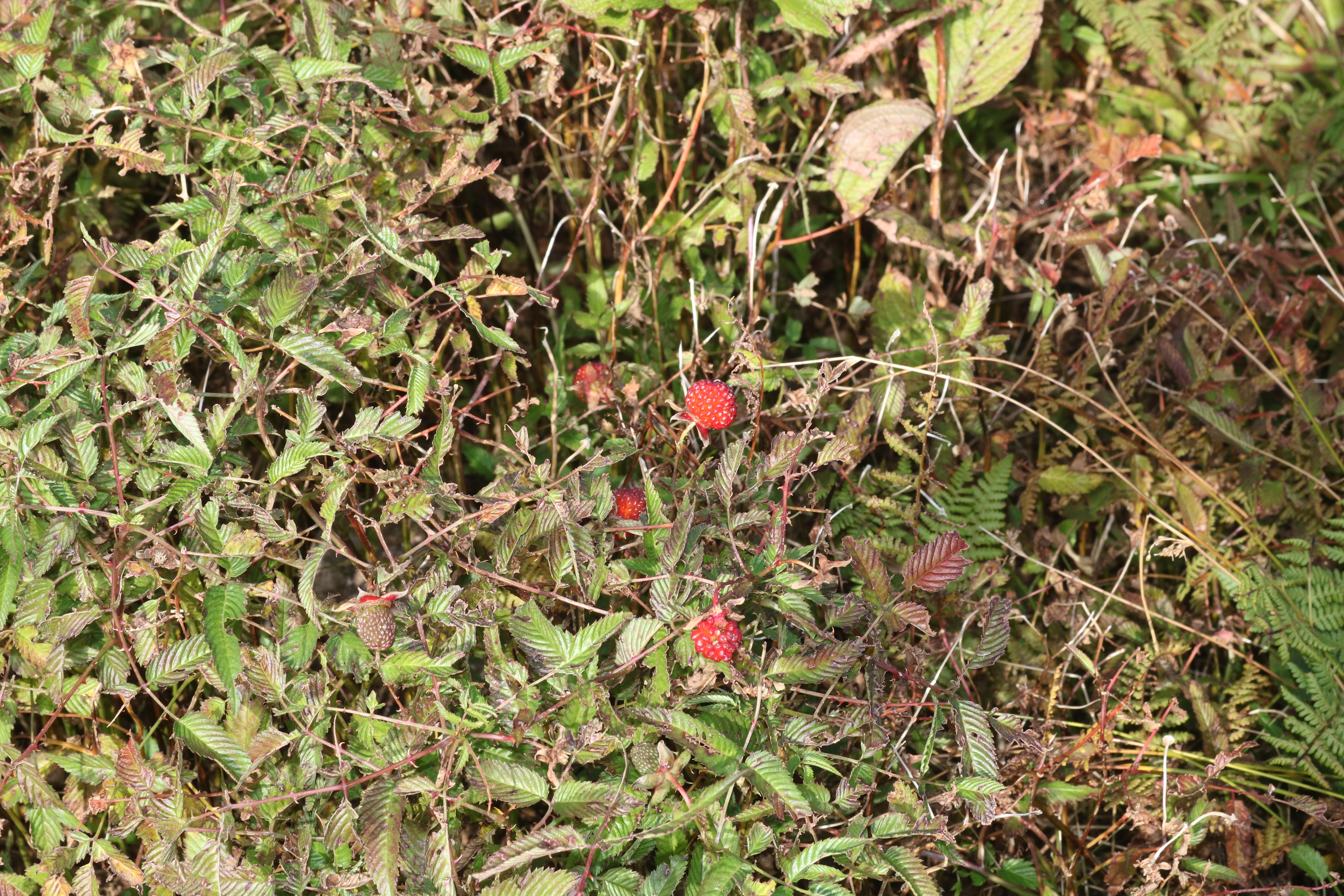
山地の草地に生育する落葉低木のバライチゴ

日本の固有種で、本州（関東地方南部以西）、四国、九州の冷温帯に分布する。
山地の林縁や草地にやや稀に生育し、しばしば群生する。

## 種の保全状況評価
日本では、以下の都道府県によりレッドリストの指定を受けている。石川県立自然公園条例（第13条第4項第8号）の規定により、医王山県立自然公園の特別地域内において許可を受けなければ採取し、又は損傷してはならない高山植物その他これに類する植物の指定を受けている。変種のヤクシマバライチゴ（屋久島薔薇苺、学名：Rubus illecebrosus Focke var. yakusimensis (Masam.) Hatus.、別名：ヤクシマヒメバライチゴ）が、鹿児島県で絶滅危惧II類の指定を受けている。
- 重要保護生物（B） - 千葉県[8]
- 絶滅危惧種 - 京都府[9]
- 準絶滅危惧 - 鹿児島県[10]
- 地域個体群（LP） - 新潟県[11]

## 脚注

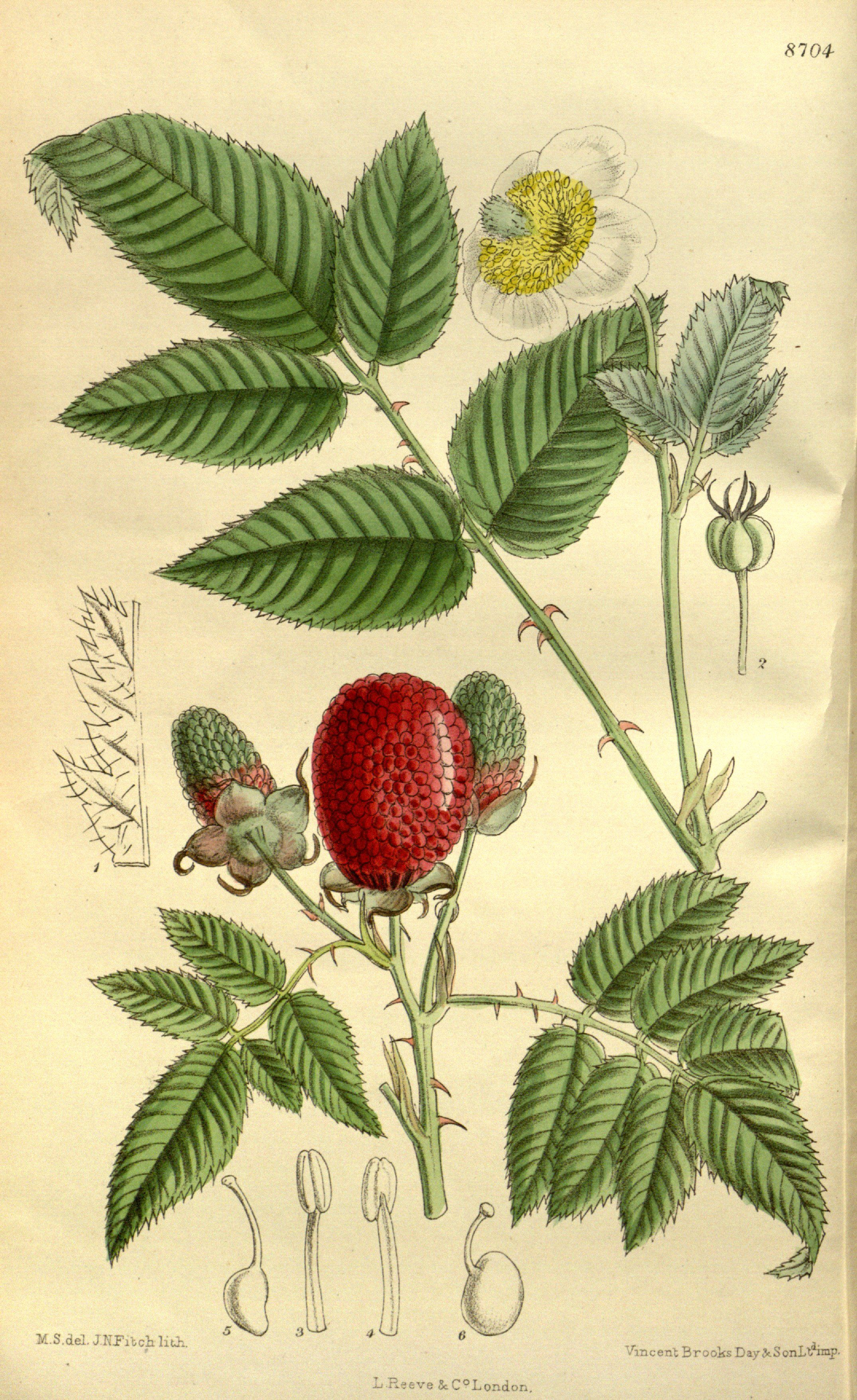
バライチゴのイラスト